# Ianhelivka, Busk
Ianhelivka (în ucraineană Янгелівка) este un sat în comuna Ojîdiv din raionul Busk, regiunea Liov, Ucraina.

## Demografie
Componența lingvistică a localității Ianhelivka
     Ucraineană (100%)
Conform recensământului din 2001, toată populația localității Ianhelivka era vorbitoare de ucraineană (100%).